# Норт-Кент (остров)
Норт-Кент (англ. North Kent Island) — остров Канадского Арктического архипелага. В настоящее время остров необитаем (2012).

## География
Остров расположен между полуостровом Колин-Арчер в северо-западной части острова Девон и полуостровом Симмонс на юго-западе острова Элсмир. От острова Элсмир Норт-Кент отделяется 6-километровым проливом Хелл-Гейт (в переводе с англ. — «Врата ада»), от острова Девон — проливом Кардиган шириной 7,5 км.
Площадь острова Норт-Кент составляет 590 км², длина береговой линии — 122 км.
Остров имеет почти треугольную форму, длина равна 41 км, ширина — от 22 км на севере до 10,5 км на юге. Берега острова в основном круто обрывается к морю (за исключением пологой северной части), высота береговых утёсов 50—100 метров. Рельеф повышается к внутренней нагорной области с высотами около 400 метров на севере и свыше 600 метров над уровнем моря на юге.
Центральная часть южной половины острова постоянно покрыта льдом. Ледяная шапка и прилегающие к ней ледники занимают площадь 150 км².

## Фауна
Остров Норт-Кент, также как и небольшой островок Калф, расположенный в 5 км от южной оконечности острова, является важным местом для гнездования перелётных птиц. Птичьи базары находятся в 9-километровой полосе утёсов, расположенных вдоль восточного и юго-восточного побережья острова Норт-Кент и на утёсах вдоль всего побережья острова Калф. Птицы гнездятся на островах с мая по сентябрь. Основные виды птиц: обыкновенный чистик, гага, бургомистр и чайка.
Сильные течения вдоль берегов острова образуют большие полыньи, которые привлекают сюда крупных млекопитающих: моржей, нерп и нарвалов.